# Пряжів
Пряжі́в — село в Україні, у Новогуйвинській селищній громаді, Житомирського району, Житомирської області. До 2020 року — адміністративний центр Пряжівської сільської ради. Населення становить 1060 осіб. 

## Географія
Село розташоване в зоні лісостепу. Межує з сусідніми  населеними пунктами. На півночі з селищем Новогуйвинське, на сході з селищем Озерне, на південному заході з селом Сінгури, на північному заході з селищем Гуйва. Через село протікає річка Коденка і на північній околиці  впадає в річку Гуйва.

## Населення

### Мова
Розподіл населення за рідною мовою за даними перепису 2001 року:
| Мова            | Кількість | Відсоток |
| --------------- | --------- | -------- |
| українська      | 1002      | 94.53%   |
| російська       | 56        | 5.29%    |
| білоруська      | 1         | 0.09%    |
| інші/не вказали | 1         | 0.09%    |
| Усього          | 1060      | 100%     |

## Історія
Люди в околицях села жили майже безперервно з часів Трипілля. В селі виявлено поселення III тис. до н. е. (трипілля), ряд поселень І тис. до н. е., поселення II-V ст. н. е., VII-XII ст., XVI—XVIII ст. та XVIII—XIX ст.

### У складі Речі Посполитої
Згадується 1545 року у Ревізії Житомирського замку під назвою Прєжов (пол. Preżów, Prażew, Pryzow, Prażewo) — батьківщина Богдана, Ждана, Семена та Василя Прєжовських (пол. Preżowski), що відійшла по смерті зем'янина Івашка Прєжовського.  
Також є згадка 1584 року в Книзі Київського підкоморського суду, як власність пана Семена Івановича Прєжовського. 
Село згадується в інвентарі маєтків братів Тишкевичів-Логойських від 7 жовтня 1593 року.  
У 1648 році Пряжів належав київському земському судді Стефану Івановичу Аксаку та його дружині Софії Йосипівні Лозчанкі (Лущанка, Ложчанка).
Згідно акту від 12 грудня 1702 року селяни разом з селянами Лещини та Котельні і з козаками напали на табір польського війська під Бердичівом та розбили його.
У 1750 році була побудована дерев'яна церква Воскресіння Христова. До парафії належало Городище. 1878 року поряд з церквою збудована дзвіниця.
У 1751 році село Пряжів вже значиться у Ґабріеля (Гаврила) Аксака.

### У складі Російської імперії
Станом на 1860 рік Пряжів у володінні Мяновської. 
На 1906 рік у селі Пряжеві налічувалось 119 дворів, в яких проживало 770 чоловік. А в колонії поблизу — 27 дворів, 129 чоловік.

### У складі УРСР
Село постраждало внаслідок геноциду українського народу, проведеного урядом СРСР 1932—1933. Органами НКВС безпідставно було заарештовано та позбавлено волі на різні терміни 18 мешканців села, з яких 8 осіб розстріляно. Нині всі постраждалі під час сталінських репресій  реабілітовані і їхні імена відомі.
16 листопада 1942 року очільник генерального округу "Житомир" Ернст Ляйзер видав наказ про створення адміністративного округу "Геґевальд" ("Заповідний ліс") — адміністративно-територіальної одиниці Генеральної округи Житомир Райхскомісаріату Україна, куди увійшло село. У складі округу село перебувало до приходу Червоної армії у  лютому 1944 року.

### Незалежна Україна
12 червня 2020 року, відповідно до розпорядження Кабінету Міністрів України № 711-р «Про визначення адміністративних центрів та затвердження територій територіальних громад Житомирської області» увійшло до складу Новогуйвинської селищної територіальної громади.
19 липня 2020 року, в результаті адміністративно-територіальної реформи та ліквідації Житомирського району (1939—2020), село увійшло до складу новоутвореного Житомирського району.

## Відомі люди
- Коваль Віктор Васильович — український військовик, капітан Збройних сил України, учасник російсько-української війни, що загинув у ході російського вторгнення в Україну у 2022 році. Похований на кладовищі села Пряжів.

## Інфраструктура
У Пряжеві діє загальноосвітня школа I—II ступенів та ДНЗ «Капітошка». 

## Галерея

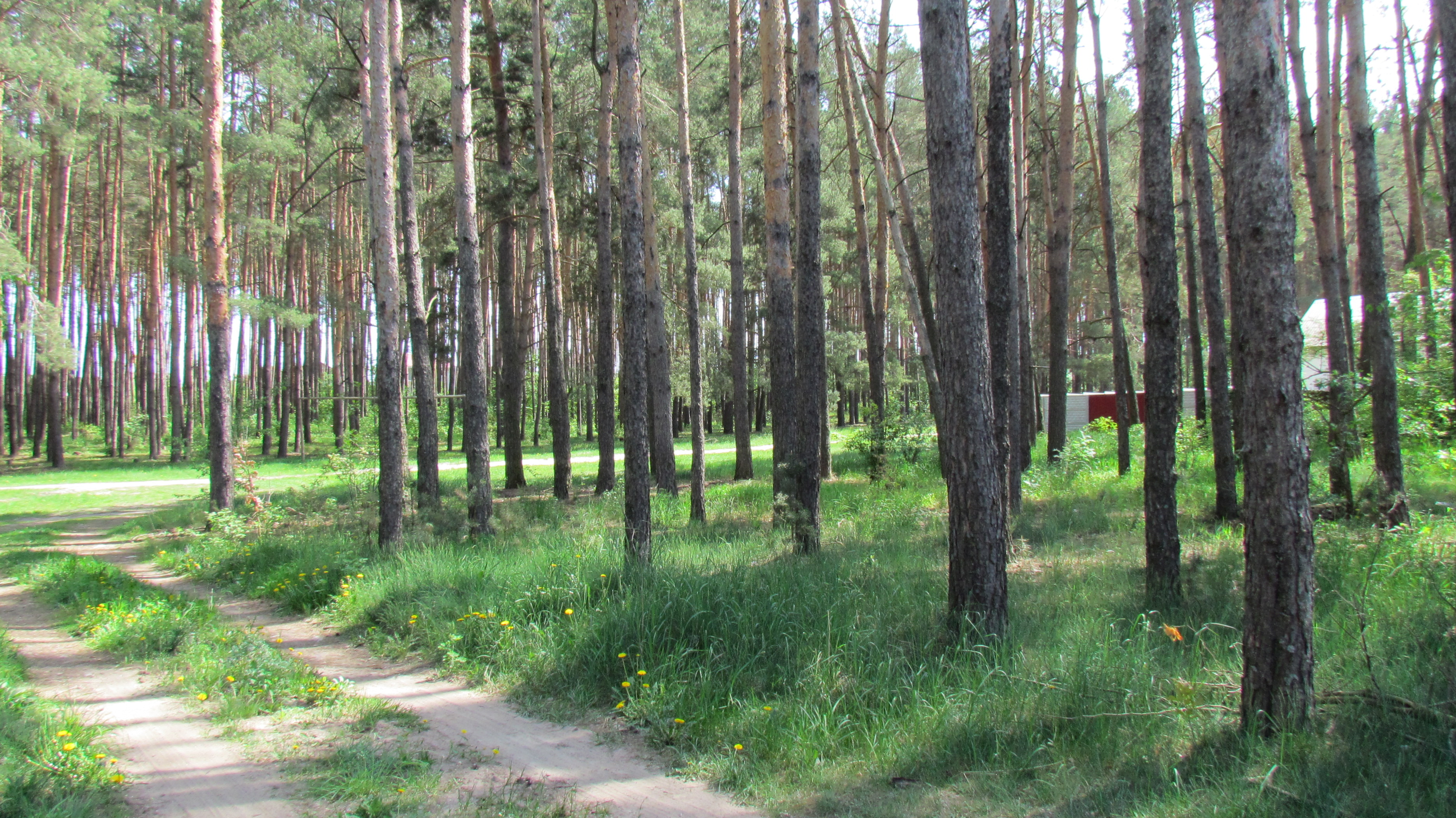
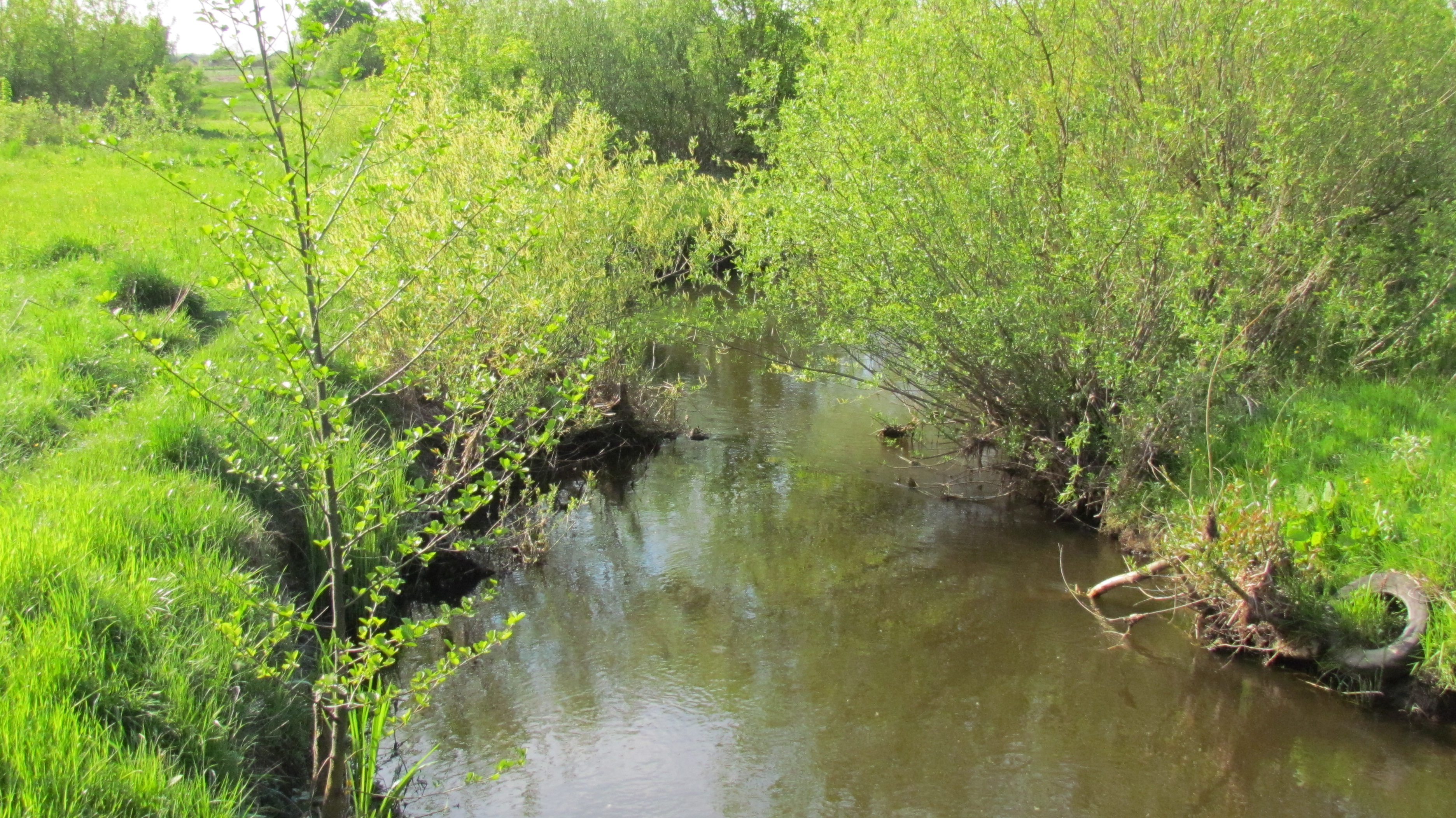
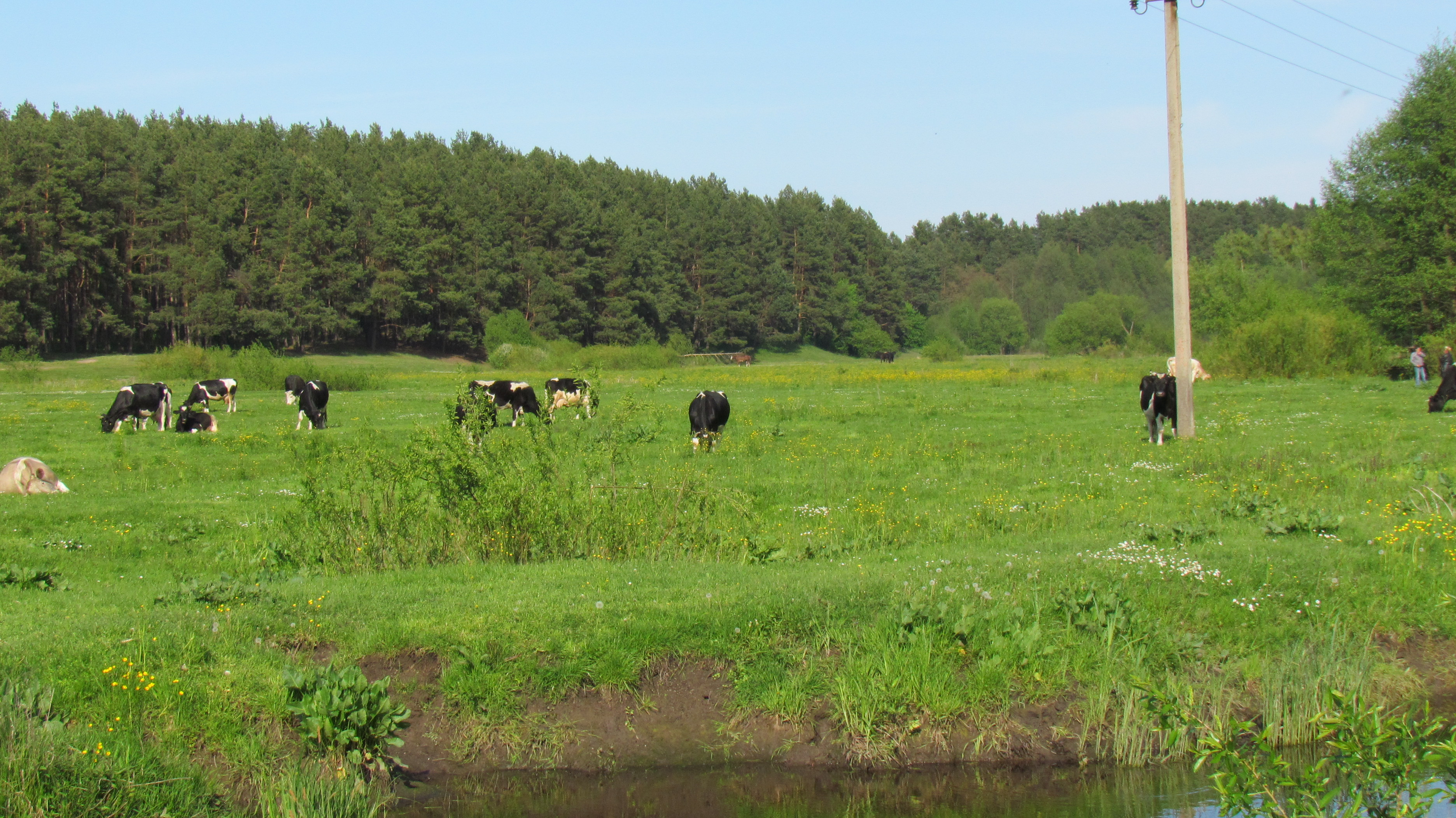